# Empresa Nacional Portuaria (Honduras)
La Empresa Nacional Portuaria, es un organismo descentralizado y responsable de todas las actividades involuctradas en la administración de las naves, cargas, actividad y obras que se llevan a cabo en los puertos nacionales, tiene jurisdicción en todos los puertos marítimos de Honduras. Es fundada el 14 de octubre de 1965, bajo el gobierno de el expresidente Oswaldo López Arellano.

## Funciones y responsabilidades
La ENP tiene el propósito de desarrollar obras portuarias, coordinar las actividades portuarias, atención de las naves que ingresan y salen del país, Acarreo, estiba y almacenaje de la carga, Desplazamiento mecánico y movimiento de la carga, Control, custodia y vigilancia, entre otros. 
En 2013 la empresa filipina International Container Terminal Services (ICTS) modernizó la terminal de contenedores y carga general de Puerto Cortés mediante la firma Operadora Portuaria Centroamericana, subsidiaria del ICTS.

## Puertos donde opera
La ENP Opera en los siguientes puertos:
- Puerto Cortés
- La Ceiba
- Puerto Castilla
- San Lorenzo